# Copa Intercontinental FIBA 2016
La Copa Intercontinental de 2016 fue la trigésima tercera edición del máximo torneo internacional a nivel de clubes de baloncesto, vigésima cuarta obviando el Open McDonald's, decimonovena bajo la denominación de Copa Intercontinental y cuarta desde su reanudación en el 2013.
De la misma participaron dos equipos, uno representó al continente europeo y otro en representación del continente americano. A diferencia de las anteriores ediciones, el representante europeo no fue el campeón de la máxima competición continental del clubes (la Euroliga), en cambio acudió el campeón de la principal competición organizada por FIBA, el Skyliners Frankfurt, ganador de la Copa Europea de la FIBA (tercera en importancia). Por su parte, el representante americano continuo siendo el ganador de la Liga de las Américas.
El campeón de esta edición fue Guaros de Lara, que venció 74 a 69 al Fraport Skyliners y obtuvo así su primer título en esta competencia, siendo el primer equipo venezolano en lograrlo.

## Sede
| Fráncfort del Meno                       |
| ---------------------------------------- |
| Fraport Arena                            |
| 50°06′04″N 8°31′38″E / 50.10111, 8.52722 |
| Capacidad: 5000                          |
|                                          |

## Participantes
| Fraport Skyliners Campeón de la Copa Europea de la FIBA 2015-16 | Guaros de Lara Campeón de la Liga de las Américas 2016 |

## Formato
El torneo, a diferencia de sus últimas ediciones, cuenta con un único partido en una única sede. El ganador del encuentro se proclama campeón.

## Desarrollo
| Guaros de Lara 74 | Fraport Skyliners 69 |

## Estadísticas
| 18 de septiembre, 15:00 (UTC+1) | Fraport Skyliners                                               | 69–74                | Guaros de Lara                                                               | Fráncfort del Meno      |  |
|                                 | Parciales: 16 - 19, 23 - 13, 13 - 19, 17 - 23                   |                      |                                                                              |                         |  |
|                                 | Estadísticas Shavon Shields 16 Shavon Shields 7 Markel Starks 6 | Reporte Pts Reb Asts | Estadísticas 19 Zach Graham 5 Néstor Colmenares 4 B. Cvetkovic y H. Guillent | Pabellón: Fraport Arena |  |

| Fraport Skyliners | Fraport Skyliners | Fraport Skyliners | Fraport Skyliners | Fraport Skyliners | Fraport Skyliners |
| Jugador           | Jugador           | Pts               | Reb               | As                | Minutos           |
| ----------------- | ----------------- | ----------------- | ----------------- | ----------------- | ----------------- |
| 5                 | M. Starks         | 11                | 5                 | 6                 | 28:29             |
| 22                | A. Graves         | 8                 | 2                 | 3                 | 29:08             |
| 23                | Q. Robertson      | 12                | 6                 | 3                 | 38:43             |
| 24                | M. Morrison       | 8                 | 3                 | 1                 | 19:53             |
| 31                | S. Shields        | 16                | 7                 | 2                 | 28:19             |
| Suplentes         |                   |                   |                   |                   |                   |
| 6                 | M. Agva           | 4                 | 3                 | 3                 | 20:07             |
| 10                | M. Merz           | 2                 | 0                 | 1                 | 12:14             |
| 12                | S. Ilzhöfer       | 3                 | 2                 | 0                 | 12:09             |
| 13                | G. Zeeb           | 0                 | 0                 | 0                 | 0                 |
| 17                | I. Bonga          | 0                 | 0                 | 0                 | 0                 |
| 41                | N. Kiel           | 5                 | 1                 | 1                 | 10:58             |
| 60                | K. Schubert       | 0                 | 0                 | 0                 | 0                 |
| Entrenador        | Entrenador        | Gordon Herbert    | Gordon Herbert    | Gordon Herbert    | Gordon Herbert    |

| Guaros de Lara | Guaros de Lara | Guaros de Lara | Guaros de Lara | Guaros de Lara | Guaros de Lara |
| Jugador        | Jugador        | Pts            | Reb            | As             | Minutos        |
| -------------- | -------------- | -------------- | -------------- | -------------- | -------------- |
| 2              | D. James       | 17             | 4              | 2              | 26:42          |
| 6              | W. Graterol    | 3              | 2              | 2              | 10:40          |
| 19             | H. Guillent    | 10             | 2              | 4              | 33:01          |
| 32             | Z. Graham      | 19             | 0              | 2              | 32:42          |
| 43             | N. Colmenares  | 2              | 5              | 2              | 21:26          |
| Suplentes      |                |                |                |                |                |
| 0              | G. Echenique   | 8              | 3              | 1              | 16:34          |
| 11             | L. Bethelmy    | 0              | 0              | 0              | 16:25          |
| 20             | Y. Sifontes    | 0              | 0              | 0              | 0:01           |
| 24             | J. Ascanio     | 0              | 0              | 0              | 1:06           |
| 25             | L. Martínez    | 5              | 2              | 0              | 10:39          |
| 30             | B. Cvetkovic   | 6              | 3              | 4              | 16:24          |
| 41             | D. Jefferson   | 4              | 1              | 1              | 14:20          |
| Entrenador     | Entrenador     | Iván Déniz     | Iván Déniz     | Iván Déniz     | Iván Déniz     |

 Guaros de Lara 

Campeón

Primer título

## Premios
- Jugador más valioso:  Zach Graham (Guaros de Lara)[5]
- Mayor anotador:  Zach Graham (19 puntos) (Guaros de Lara)
- Mayor rebotero:  Shavon Shields (7 rebotes) (Fraport Skyliners)
- Mayor asistidor:  Markel Starks (6 asistencias) (Fraport Skyliners)